# أوشبتي

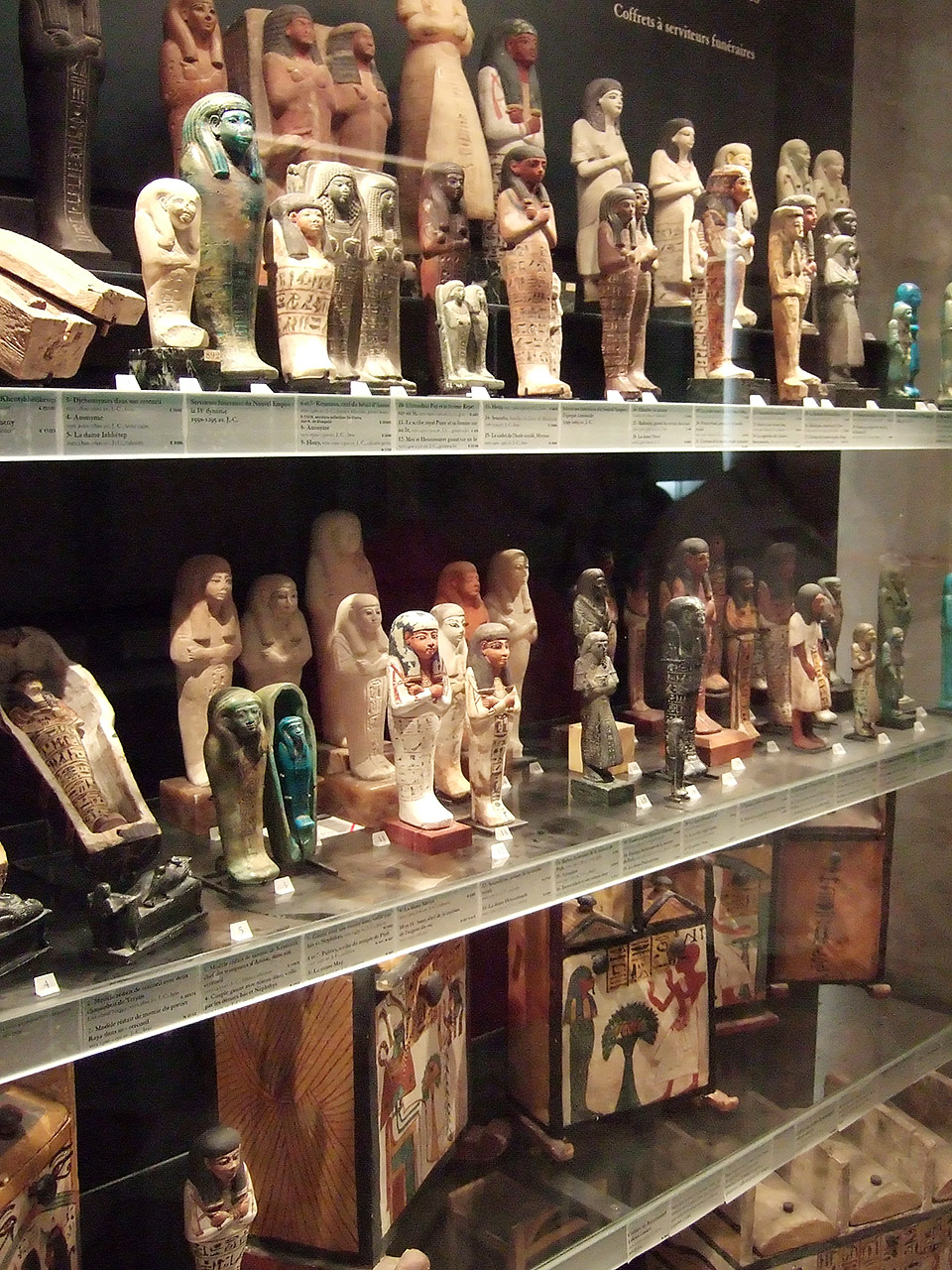
مجموعة من تماثيل الأوشبتي الموجودة في متحف اللوفر.

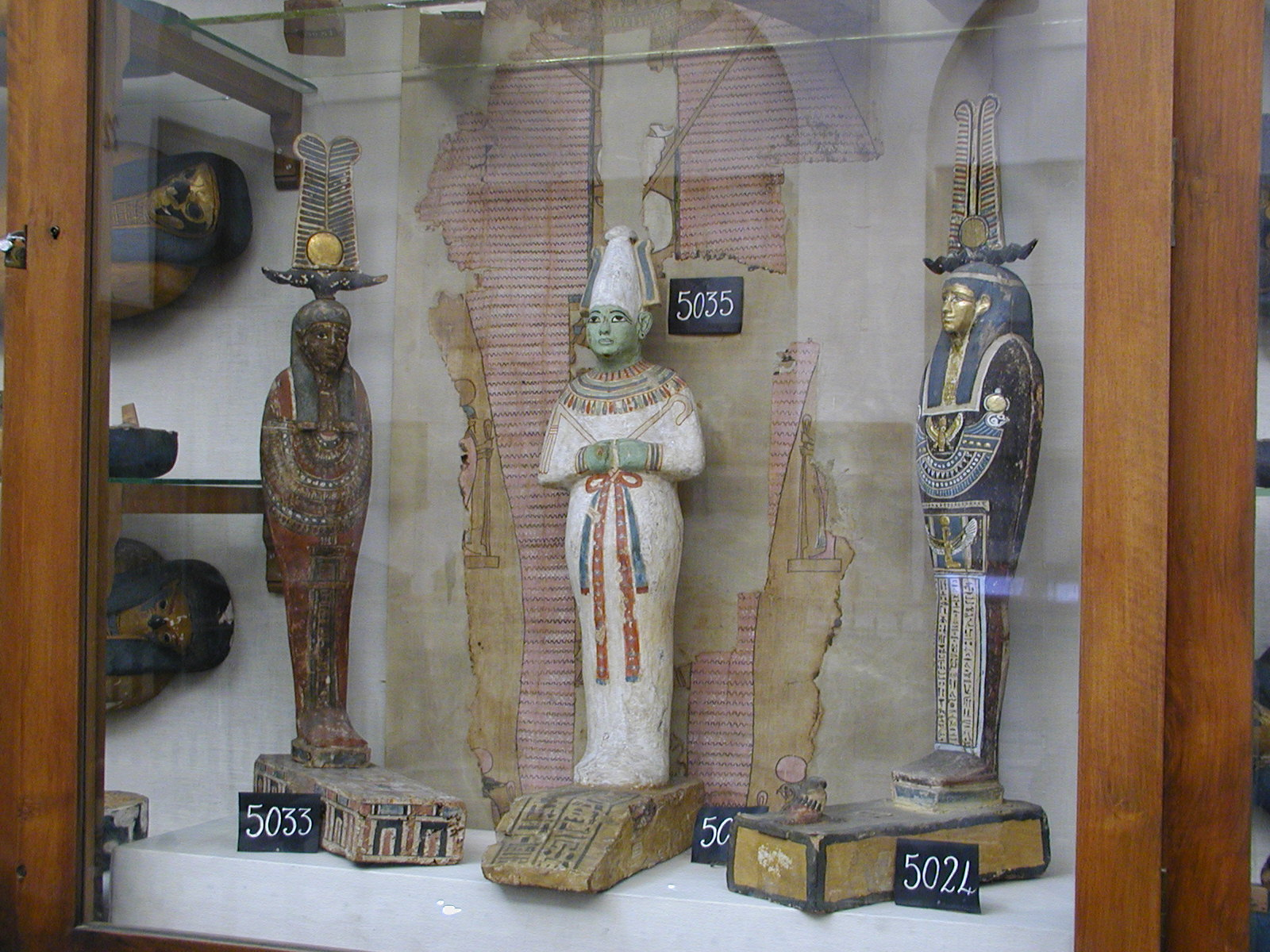
تماثيل أوشبتي بـ المتحف المصري.

الأوشبتي (بالإنجليزية: Ushabti)‏ أو أوجيبتي هي تماثيل تشبه المومياوات كانت توضع في المقابر المصرية القديمة بملامح تشبه ملامح المتوفى (صاحب المقبرة). وكانت تصنع من الحجر أو الفيانس أو الخشب أو البرونز وفي بعض الأحيان من الطين المحروق.
كلمة أوشبتي مشتقة من الفعل المصري القديم (وشب) بمعنى يُجيب  أو مجيب  ومن هنا اتت تسمية تماثيل أوشبتى بمعنى «المجاوبين». وقد سجل عليها في مراحل من تاريخ مصر القديمة نصوص دينية كنوع من الخدمة الرمزية مرتبطة بمعتقدات قدماء المصريين ابتداء من الدولة الوسطى، كانت هذه التماثيل تقوم بدور المزارع في العالم الآخر حيث توجد حقول تحتاج إلى حرث وحصاد مثل حقول الدنيا تماما ويعيش فيها الصالحون، ويكونون في خدمته هو وزوجته.
.
بدأ وضع «المجيبين» مع الموتى من الفراعنة والأمراء والقيادات الكبيرة ابتداء من المملكة المصرية القديمة (نحو 2600 - 2100 قبل الميلاد) وكانت في هيئة رؤوس بالحجم الطبيعي من الحجر الجيري الملون. 
 وظلت توضع في قبور الموتى ولكن اتخذت بمرور الوقت شكل الجسم بالكامل ولكن في هيئة تماثيل صغيرة. 
لذلك صورت هذه التماثيل أحيانا وعلى ظهرها مقطف من الخوص وفأس. كما تدل نصوص من كتاب الموتى المسجلة على التماثيل هذا الدور. وقد بدؤوا في الدولة الوسطى بوضع تمثال واحد ثم وصلت إلى 403 في عهد المملكة المصرية الحديثة (1470 - 1070 قبل الميلاد). لا تشمل فقط تمثالا واحداُ لصاحب المقبرة بل تماثيل تشبهه تكفي أيام السنة بكاملها وتحتوي أيضا على تماثيل الكتبة والرؤساء والمشرفين (أوزير). اما في العصور المتأخرة فقد عثر على صناديق خشبية بها أعداد كبيرة وصلت إلى نحو 700  أوشبتي . وأجمل النماذج التي عثر عليها مجموعات توت عنخ امون التي تشير إلى الاعتقاد بأن الاوشبتى كان يشمل الملوك وباقى الرعية كجزء من الاعتقاد في عدالة أوزوريس الذي يكلف الملك بالعمل في الحقول مثل رعيته.

## صناديق أوشبتي

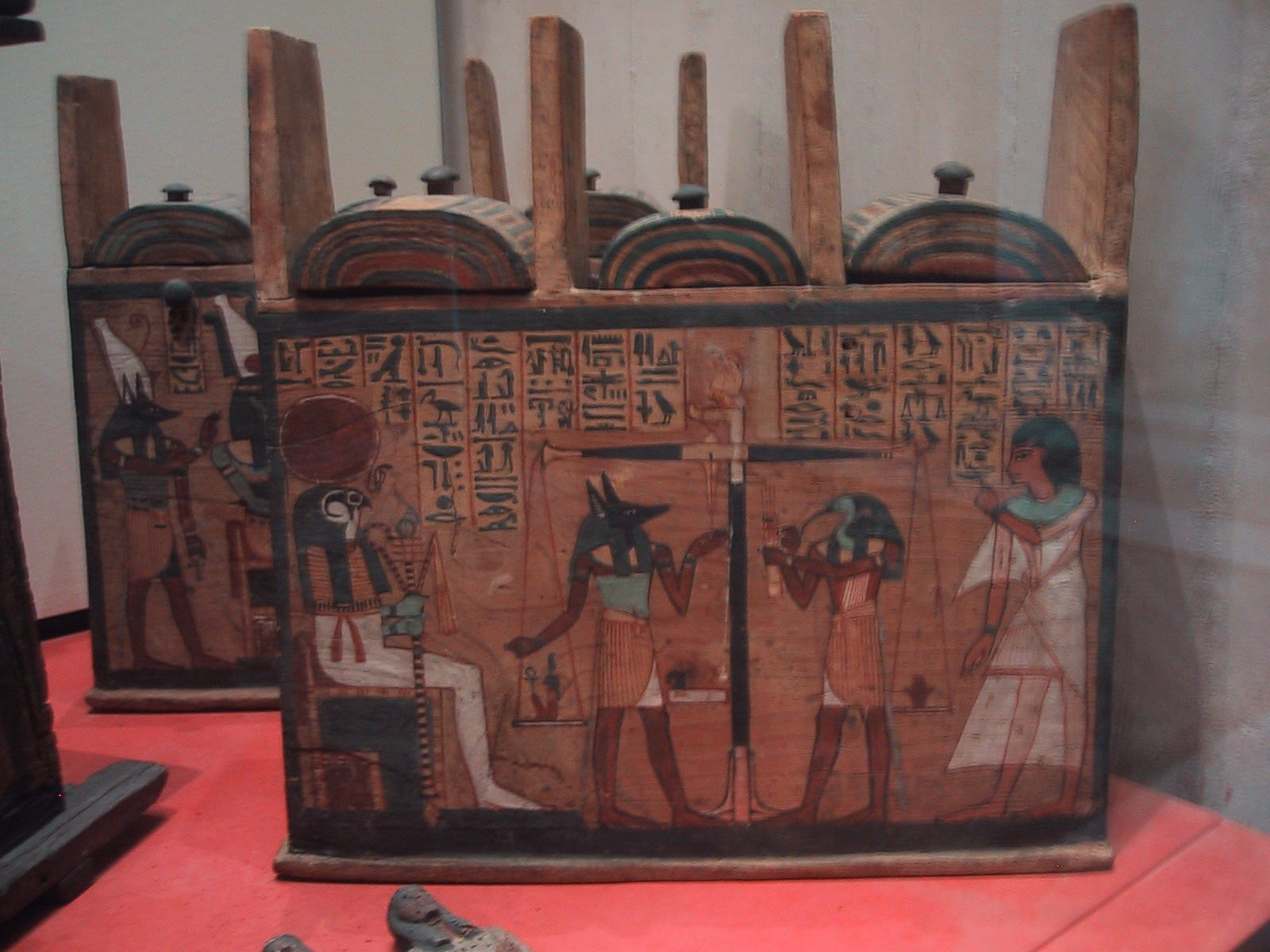
صناديق أوشبتي.

كانت الأوشبتي توضع في صناديق للحفاظ عليها، وتوضع في مقابر الملوك والقيادات الكبيرة (أوزير) لخدمتم بعد ذلك في العالم الآخر. وتعرف الصناديق مند عهد الأسرتين 18 و 19 . وكانت تحوي أحيانا ثلاثة أوشيبتات وزاد عددها في أواخر الصور حتى وصلت إلى نحو 400 من «المجيبين». وبينما كان استخدام صناديق أوشبتي منتشرا في قبور طيبة (الأقصر اليوم)، إلا أنها كانت توضع في قوارير للحفاظ عليها في جبانات أخرى شمال أو جنوب البلاد. كانت تلكي القوارير ملونة ومكتوب عليها أيضا تعاويذ دينية من كتاب الموتى.

## أوشبتي في اللوفر

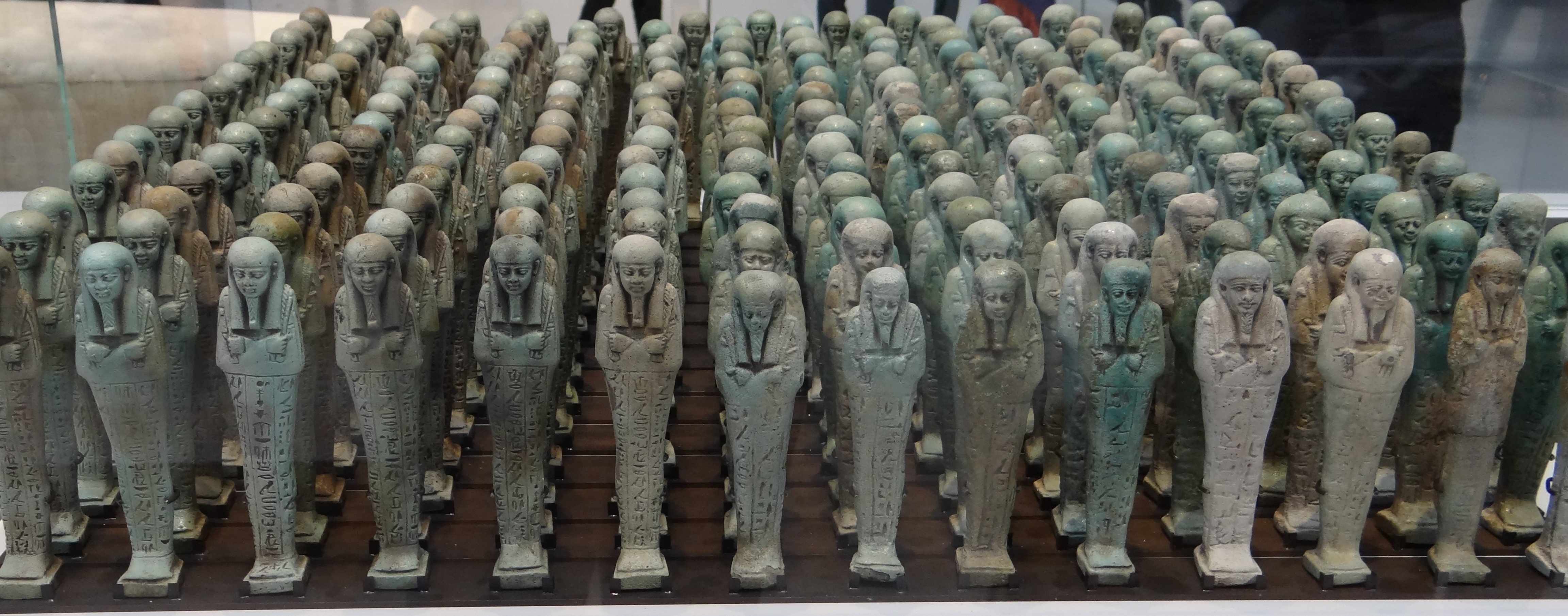
منفيس بمصر 500 سنة قبل الميلاد، مجموعة كبيرة من «المجيبين» من مقبرة «نفريبرحب» معروضة في متحف اللوفر، بباريس.

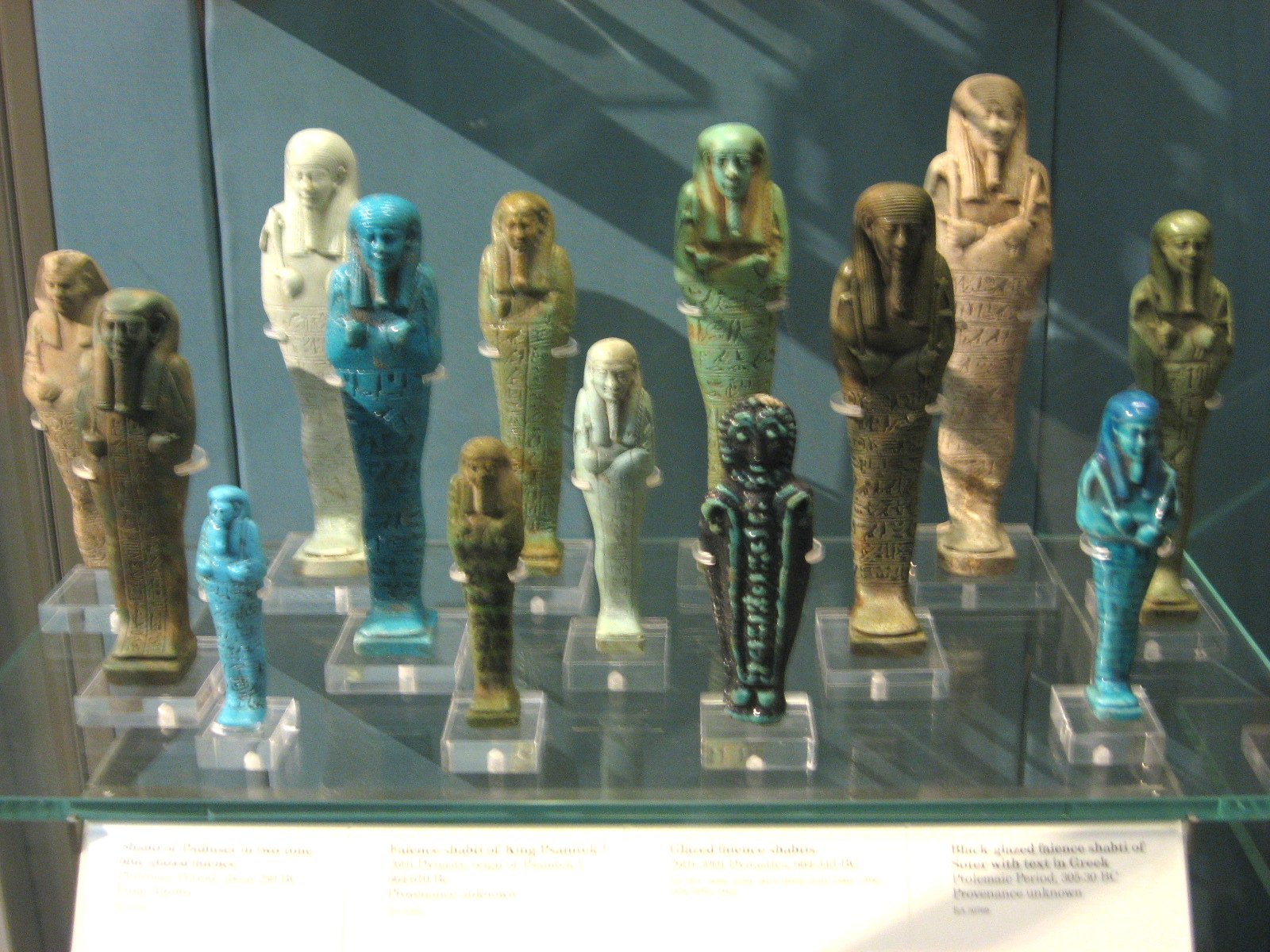
مجموعة أوشبتي بالمتحف البريطاني ، لندن.

## مجموعة صور

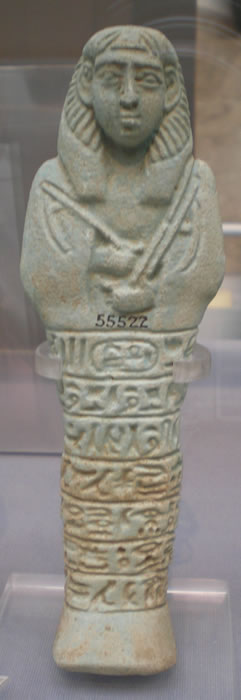
المتحف البريطاني، لندن
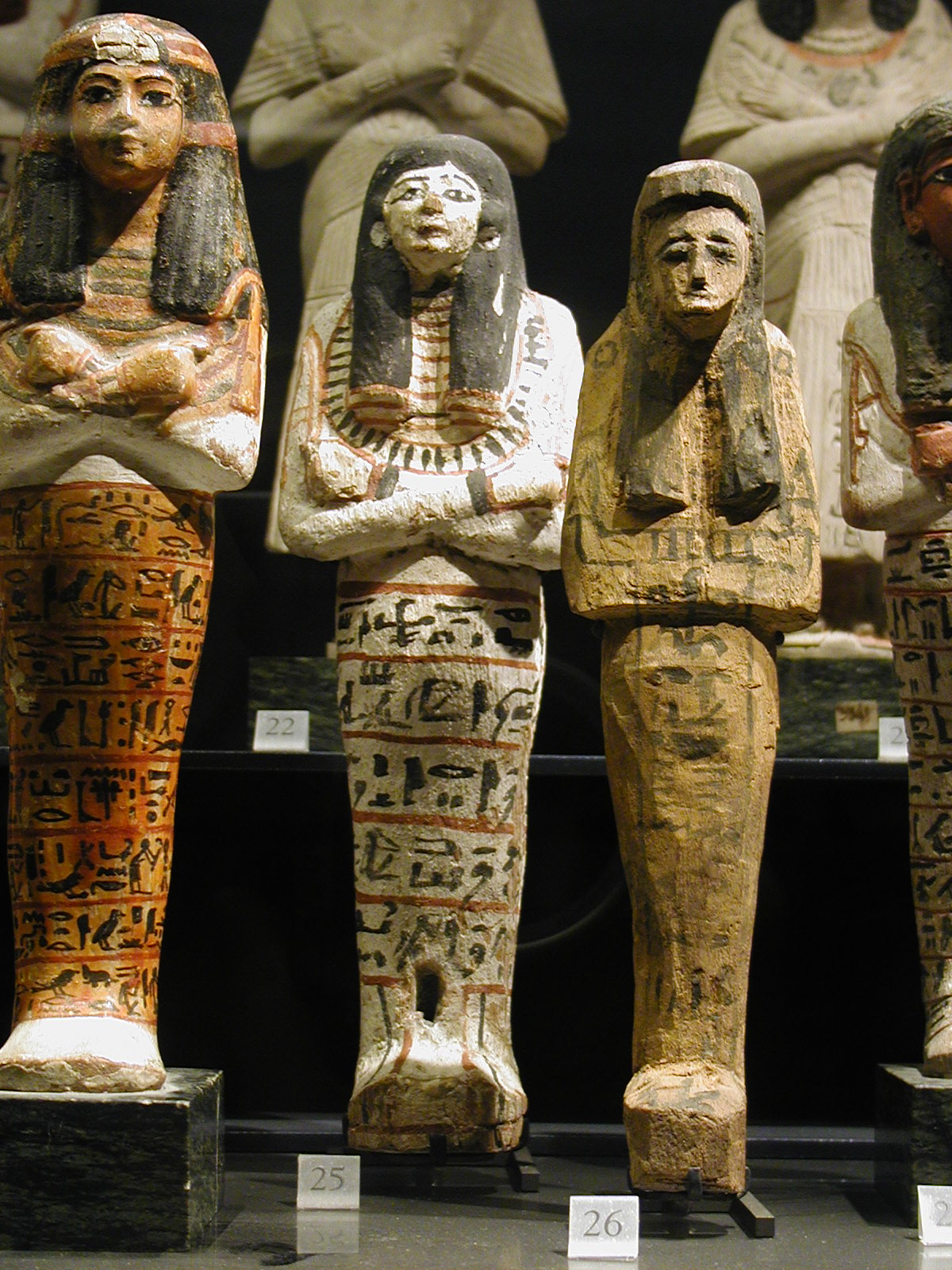
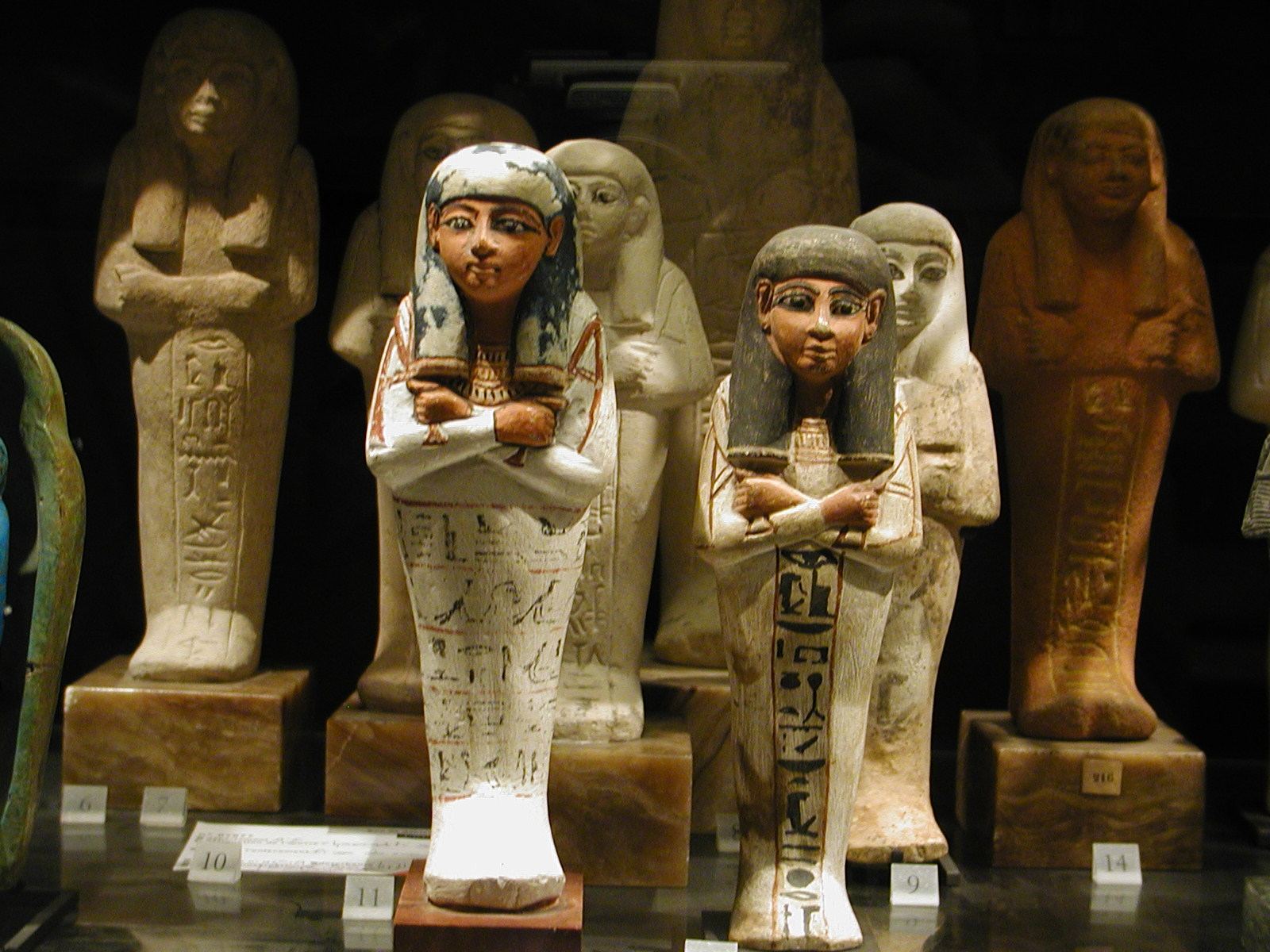
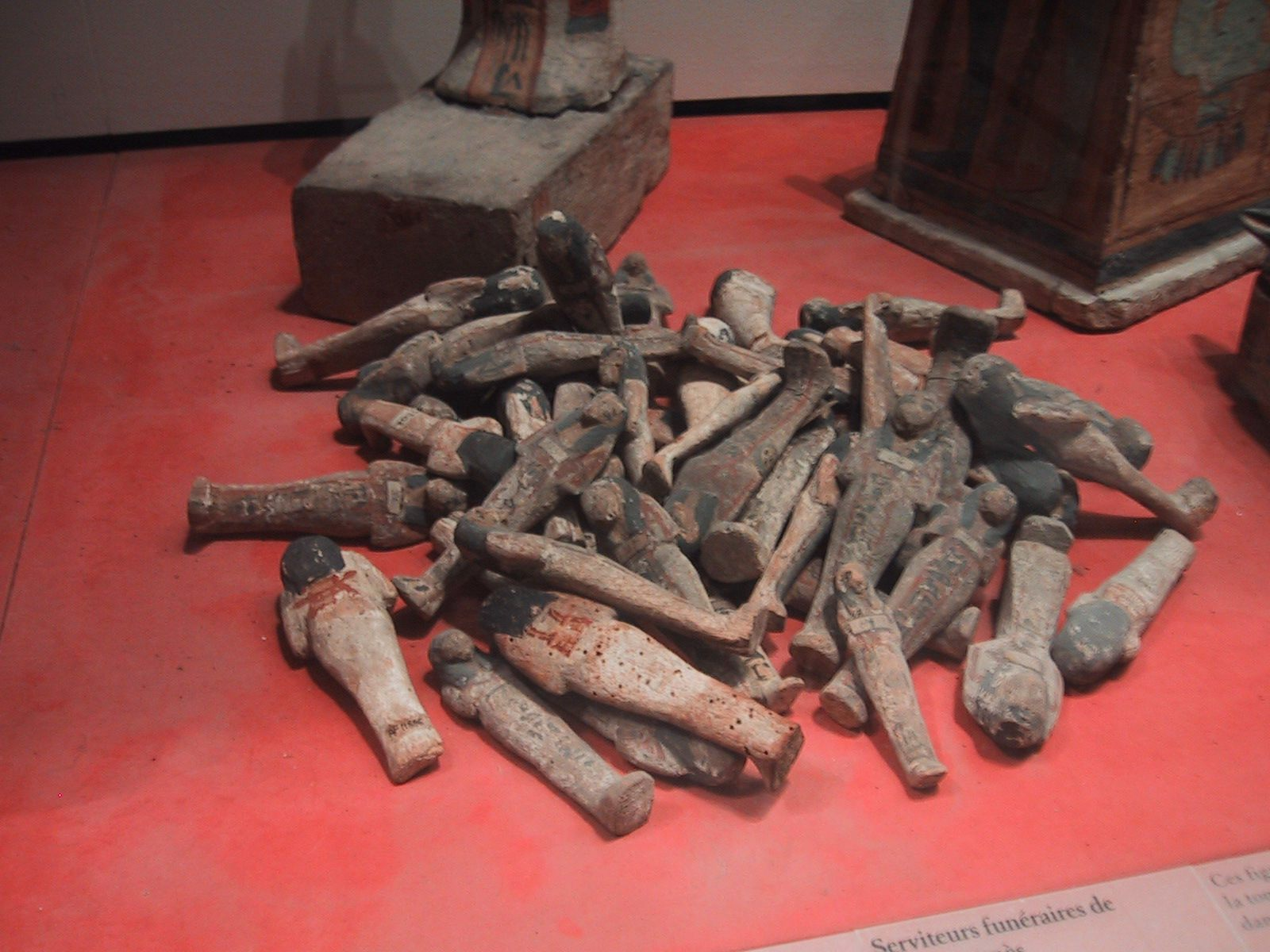
(أنقر لتكبير الصورة)
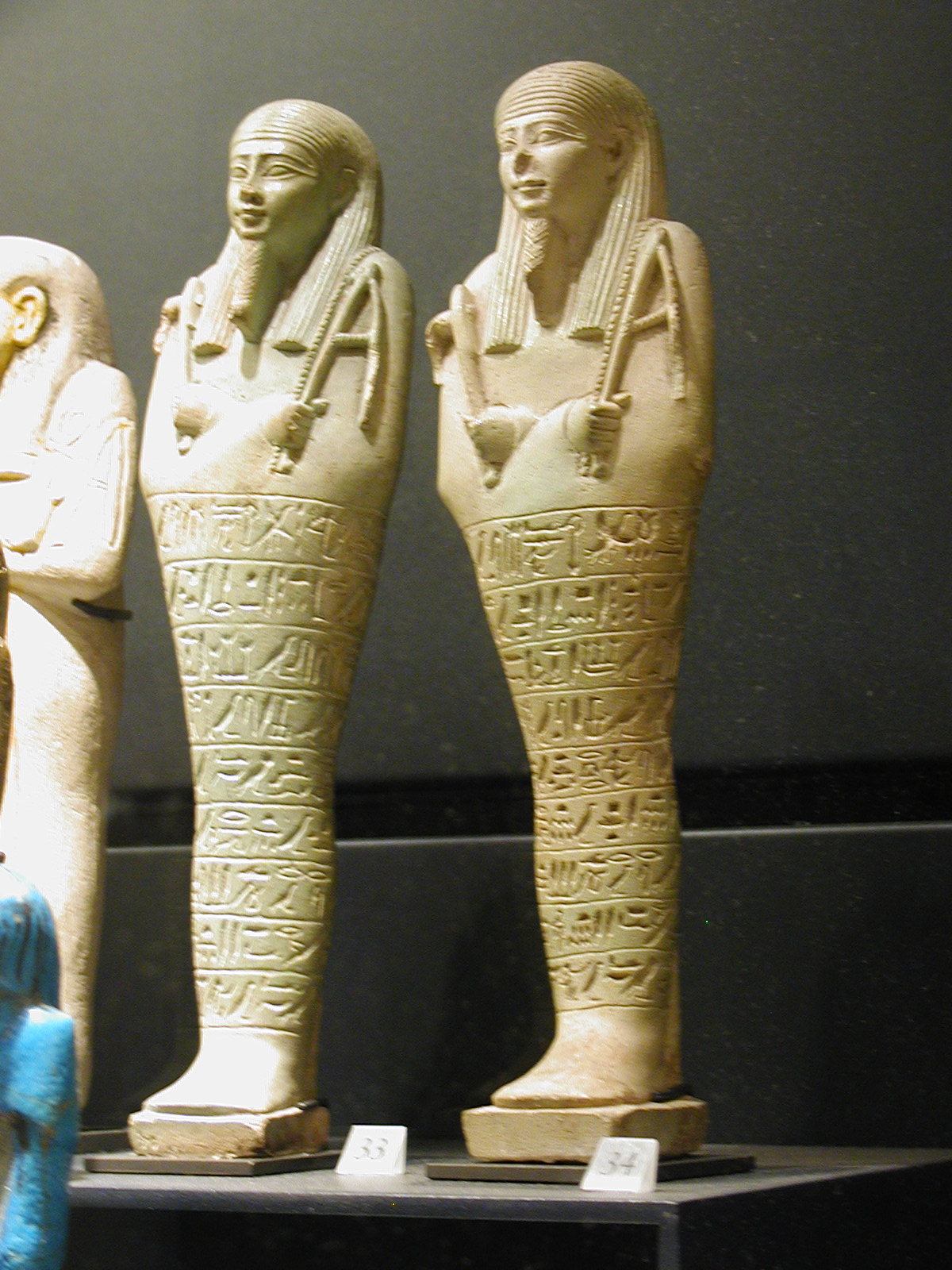

## اقرأ أيضا
- دير المدينة
- مقبرة تحتمس الثالث
- مقبرة غا
- مقبرة سن-نيجم
- سن-نيجم
- وادي الملوك
- خادم في مكان الحقيقة